# Mjesečina
Mjesečina se sastoji od većinom sunčeve svjetlosti (s malo zemaljske svjetlosti) koja se odražava na dijelove Mjesečeve površine na koje sunčeva svjetlost udara.

## Osvjetljenje
Intenzitet mjesečeve svjetlosti uvelike varira ovisno o njezinoj fazi, ali čak i puni Mjesec obično pruža samo oko 0,05–0,1 luksa. Kad je puni Mjesec u perigeju i ako se nalazi u gornjoj kulminaciji gledano iz tropskih krajeva, osvjetljenje može doseći i do 0,32 luksa. Sa Zemlje je prividna magnituda punog Mjeseca samo oko 1/380 000 od Sunca. 
Boja mjesečeve svjetlosti, posebno oko punog Mjeseca, izgleda plavkasto za ljudsko oko u usporedbi s većinom umjetnih izvora svjetlosti zbog Purkinjeovog efekta. Mjesečina nije ustvari nijansirana plava boja, a iako se mjesečina često naziva "srebrnastom", ona nema svojstvenu srebrnastu kvalitetu. 
Mjesečev albedo iznosi 0,136, što znači da se samo 13,6% pojavljujućeg sunčevog svjetla odbija od mjesečeve površine. Mjesečina obično ometa astronomsko promatranje, pa astronomi obično izbjegavaju promatrati nebo za vrijeme punog Mjeseca. Potrebno je otprilike 1,26 sekundi da mjesečina dosegne Zemljinu površinu.